# جوسيف فاغنر (موسيقي)
جوسيف فاغنر (بالألمانية: Josef Wagner)‏ هو موزع وملحن وموسيقي نمساوي، ولد في 20 مارس 1856 في فيينا في النمسا، وتوفي بنفس المكان في 5 يونيو 1908.

## وصلات خارجية
- جوسيف فاغنر على موقع ميوزك برينز (الإنجليزية)
- جوسيف فاغنر على موقع قاعدة بيانات برودواي على الإنترنت (الإنجليزية)
- جوسيف فاغنر على موقع ديسكوغز (الإنجليزية)